# Ormocarpum somalense
Ormocarpum somalense är en ärtväxtart som beskrevs av Jan Bevington Gillett. Ormocarpum somalense ingår i släktet Ormocarpum och familjen ärtväxter. Inga underarter finns listade i Catalogue of Life.